# Мужилівка
Мужилівка (пол. Brodki) — річка в Україні у Тернопільському районі Тернопільської області. Права притока річки Коропця (басейн Дністра).

## Опис
Довжина річки приблизно 7,88 км, найкоротша відстань між витоком і гирлом — 7,17  км, коефіцієнт звивистості річки — 1,1 . Формується декількома струмками.

## Розташування
Бере початок на південно-західній стороні від села Мирне у природній пам'ятці природи Мужилівська діброва. Тече переважно на південний схід через село Мужилів та місто Підгайці і впадає у річку Коропець, ліву притоку річки Дністра.
Населені пункти вздовж берегової смуги: Старе Місто.

## Цікаві факти
- У місті Підгайці річку перетинає автошлях Т 2004[3] (автомобільний шлях територіального значення в Тернопільській області. Проходить територією Бережанського, Підгаєцького та Монастириського районів.).